# محمدرضا صادق
محمدرضا صادق (زاده ۳ آذر ۱۳۳۹ در کرمانشاه)، مشاور رسانه‌ای حسن روحانی و عضو دفتر ریاست‌جمهوری و مشاور اکبر هاشمی رفسنجانی؛ رئیس مجمع تشخیص مصلحت نظام بود و سفیر پیشین ایران در کرواسی نیز ‌بوده‌است.
وی از چهره‌های فرهنگی و رسانه‌ای به‌شمار می‌آید و طی ۳۲ سال گذشته مسولیت‌های گوناگون و عمدتا تبلیغاتی، اطلاع رسانی و سیاسی ،از جمله سابقه مدیریت در سازمان تبلیغات اسلامی، مجمع تشخیص مصلحت نظام، دبیرخانه شورای عالی امنیت ملی و خبرگزاری جمهوری اسلامی (ایرنا)را بر عهده داشته‌است. 
محمدرضا صادق در انتخابات ریاست‌جمهوری ایران (۱۳۹۲)، ریاست کمیته تبلیغات ستاد انتخاباتی هاشمی رفسنجانی را به عهده داشت که با انحلال ستاد انتخاباتی هاشمی رفسنجانی به یکی از اعضای مؤثر تیم حسن روحانی تبدیل و در مستند تبلیغاتی او حاضر شد.  از وی می‌توان به عنوان رابط هاشمی با روحانی نام برد. معمولاً تمامی اخبار مربوط به انتخاب افراد کابینه روحانی از زبان صادق در خبرگزاری‌ها و سایت‌ها منتشر شده و این گواه مهمی برای نشان دادن نقش صادق در کابینه روحانی است. 
صادق در اولین سفر حسن روحانی به نیویورک برای شرکت در شصت و هشتمین مجمع عمومی سازمان ملل متحد در سال ۲۰۱۳ از همراهان رئیس‌جمهور بود.
محمدرضا صادق در اردیبهشت ماه ۱۳۹۵ شمسی به عنوان سفیر جمهوری اسلامی ایران در جمهوری کرواسی منصوب گشت و استوارنامه خود را تقدیم خانم کولیندا گرابار-کیتاروویچ، ریاست جمهوری این کشور کرد.

## تحصیلات
محمدرضا صادق دارای مطالعات و تحصیلات حوزوی و دانشگاهی در رشته‌های اقتصاد و علوم سیاسی است. وی عضو هیئت علمی دانشگاه آزاد و مدرس در مقاطع کارشناسی و کارشناسی ارشد دانشکده‌های علوم سیاسی دانشگاه آزاد اسلامی واحد تهران مرکزی و نیز کرج است. 

## سوابق
- مسئول تبلیغات اسلامی و امور اطلاع رسانی در استان‌ها و مناطق غربی ایران و جبهه‌های جنگی (۶۷-۶۰)

- نمایندگی ستاد تبلیغات جنگ در مناطق عملیاتی و مسئول دفتر تبلیغات قرارگاه خاتم الانبیا در مناطق عملیاتی غرب و شمال غرب

- مسئول توسعه خبرگزاری جمهوری اسلامی و معاونت خبر این سازمان در دو دوره زمانی سال‌های ۶۷ تا ۷۲ و ۷۶ تا ۷۸

- مسئول برگزاری و دبیرکل اجلاس بین‌المللی در ایران با شرکت روسای خبرگزاری‌های ۱۰۲ کشور عضو عدم تعهد (NANAP) در سال ۱۳۷۱

- معاون طرح و برنامه و توسعه امور گمرکی گمرگ ایران (۷۲ تا ۷۶) و اجرای طرح اتوماسیون گمرکات ایران در قالب پروژه (آسیکودا) (ASYCUDA) با همکاری آنکتاد و دفتر توسعه و عمران سازمان ملل متحد

- مسول اطلاع رسانی شورای عالی امنیت ملی (۷۸ تا ۸۴) و عضویت در برخی کمیته‌های دبیرخانه شورای عالی امنیت ملی دوران مسئولیت دکتر روحانی

- مسئول کارگروه شکایت اتباع ایران از دولت آمریکا در دبیرخانه شورای عالی امنیت ملی (۷۸ تا ۸۴)

- مشاور دادستان کل کشور (دری نجف آبادی)

- مسئول ارتباط و هماهنگی بین مجمع تشخیص مصلحت نظام و دولت سید محمد خاتمی (۸۰ تا ۸۴)

- مسئول نظارت و بازرسی مناطق آزاد (۸۱ تا ۸۵)

- معاونت اطلاع رسانی و ارتباطات دبیرخانه مجمع تشخیص مصلحت نظام (۷۸ تا ۸۰)

- معاونت اطلاع رسانی و پژوهش دبیرخانه مجمع تشخیص مصلحت نظام (۸۴ تا ۸۹)

- عضویت در چندین شورا و کمیتۀ تخصصی از جمله کمیته‌های پژوهشی و شورای مشورتی مجمع تشخیص مصلحت نظام

- رئیس کمیته سیاسی سند چشم‌انداز ۲۰ ساله جمهوری اسلامی ایران که اعضای آن چهره‌های شاخصی چون دکتر سریع القلم، سردار علایی، فریدون وردی‌نژاد، یداله حبیبی و .. هستند.

- مشاور هاشمی رفسنجانی، رئیس مجمع تشخیص مصلحت نظام جمهوری اسلامی ایران.
- سفیر جمهوری اسلامی ایران در کرواسی (از اردیبهشت 1395)